# Masako Chiba
Masako Chiba (千葉 真子?, Chiba Masako; Uji, 18 luglio 1976) è una maratoneta e mezzofondista giapponese.